# 100 Questions
100 Questions (originalmente conhecida como 100 Questions for Charlotte Payne) é uma sitcom americana que estreou em 27 de maio de 2010 na NBC.
Em 8 de julho de 2010 foi anunciado o cancelamento da série.

## Elenco e personagens
- Sophie Winkleman, como Charlotte Payne - uma mulher calma, engraçada e alegre. Seu grande problema está em encontrar um homem que queira compartilhar toda sua vida com ela. Ela não consegue achar o amor de sua vida, por isso procura ajuda em um programa de perguntas especializado em achar a alma gêmea da pessoa entrevistada.
- Chris Moynihan, como Mike Poole - um homem divertido e atencioso. Sente muita inveja de Wayne, já que o mesmo conquista todas as mulheres com seu grandioso charme. Apesar de não possuir tanto charme quanto o amigo, Mike conseguirá prender o coração de pelo menos uma mulher com seu grande coração.
- Smith Cho, como Leslie - uma mulher de origem Coreana. Alegre, gosta de se meter nas maiores confusões ao lado de sua melhor amiga, Jill. As duas amigas se amam e sempre querem compartilhar os segredos uma com a outra. Leslie também é muito amiga de Charlotte.
- Collette Wolfe, como Jill - engraçada, atraente e burra, Jill gosta muito de todos os seus amigos e sempre quebra o mau humor. Além disso, é professora do jardim de infância.
- David Walton, como Wayne Rutherford - amigo de Mike e de outras estrelas do programa. Garanhão, consegue conquistar todas as meninas com sua aparência de "tudo de bom". Relaxado e preguiçoso, gosta de ajudar os amigos, principalmente Mike, que já se cansou de ver Wayne tomando suas namoradas.
- Michael Benjamin Washington, como Andrew - um entrevistador. Entrevista Charlotte no programa de perguntas. Nada se sabe muito sobre esse personagem, somente que é gay e que gosta muito de sua vida pessoal.

## Episódios
| # | Título                                   | Dirigido por    | Escrito por                           | Telespectadores nos Estados Unidos (em milhões) | Data original       | Código |
| - | ---------------------------------------- | --------------- | ------------------------------------- | ----------------------------------------------- | ------------------- | ------ |
| 1 | ""What Brought You Here?""               | Alex Hardcastle | Chris Moynihan                        | 2.524                                           | 27 de maio de 2010  | 101    |
| 2 | ""Are You Open Minded?""                 | Alex Hardcastle | Danielle Sanchez-Witzel               | 2.235                                           | 3 de junho de 2010  | 102    |
| 3 | ""Are You Romantic?""                    | Alex Hardcastle | Chris Moynihan                        | 2.30                                            | 10 de junho de 2010 | 103    |
| 4 | ""Have You Ever Dated a Bad Boy?""       | Alex Hardcastle | Hunter Covington                      | 2.14                                            | 17 de junho de 2010 | 104    |
| 5 | ""Wayne?""                               | Alex Hardcastle | Liz Astrof e Al Higgins               | 1.91                                            | 24 de junho de 2010 | 105    |
| 6 | ""Have You Ever Had a One-Night Stand?"" | Alex Hardcastle | Christopher Moynihan e Michelle Nader | 1.89                                            | 1 de julho de 2010  | 106    |